# Rey Destroller
José Orlando Alonzo, mer känd under sitt artistnamn Rey Destroller (uttalat som Rey Destroyer), född 9 april 2001 i Monterrey i Nuevo León i Mexiko, död 12 mars 2024 på Universitetssjukhuset i stadsdelen Leones i Monterrey, var en mexikansk fribrottare inom den mexikanska stilen lucha libre.

## Biografi
Rey Destroller var känd som en flygande brottare (estilo aéreo) som utförde spektakulära och riskfyllda manövrar.
Rey Destroller inledde sin karriär år 2017, och brottades kontinuerligt sedan dess med ett visst avbrott kring coronapandemin. Han var en lokal fribrottare inom nordöstra Mexiko, och brottades ofta i Monterrey, Ciudad Apodaca och Escobedo och övriga platser i Regiomontana tillsammans med sin yngre men mer välkände bror Black Spider Jr. Bland annat gick han en man mot man-match mot Fidel del Villar (känd under pseudonymen Baby Xtreme) år 2021.

## Incident och död
Den 2 mars 2024 brottades Rey Destroller i en lagmatch tillsammans med just Black Spider Jr. mot gruppen Los Un-Mexicans bestående av Lord Byron och Kaientai, två erfarna mexikanska brottare med en gimmick att vara från USA. Evenmanget ägde rum i arenan Venue 867 och arrangerades av det mångåriga lokala förbundet RIOT Lucha Libre. Under matchens gång kollapsade Rey Destroller, utan att något uppenbart föranlett detta. Han tog sig först upp, men föll snabbt till marken igen. Matchen avbröts omedelbart och Destroller fördes ut på bår, vilket filmades och spreds i media. Han togs med ambulans till sjukhuset Universitetssjukhuset i Monterrey där han förblev till och med att han avled.
Skadorna konstaterades fort vara livshotande hjärnskador och efter röntgen bekräftades diagnosen pulsåderbråck i hjärnans blodkärl. Precis samma skada som orsakade fribrottaren Príncipe Aéreos död under en match i oktober 2020, med skillnaden att Príncipe Aéreo avled omedelbart. I båda fallen har det av läkare och experter ansetts osannolikt att skadan uppkommit under matchens gång, utan antingen att kärlet försvagats under en tidigare incident, eller att svagheten varit medfödd. Dock har Rey Destrollers familj framhävt att ett misslyckat utförande av en tijeras tidigare under matchens gång kan ha lett till skadan. Senare analys har dock påvisat att Destrollers huvud aldrig vidrörde marken under den misslyckade manövern utan att axeln istället tog smällen.
Destroller överlevde 10 dagar efter den ödesdigra matchen, men utan att återfå medvetandet. Under vårdtiden var han enligt en läkare med 90 procents chans hjärndöd, med 10 procents chans till återhämtning. Under de 10 dagarna arrangerades flera brottningsevenemang till välgörenhet för Rey Destroller, hans familj och sjukhuskostnader. Fribrottare som Bandido (känd från All Elite Wrestling), Angel Garza och Humberto Carrillo (från World Wrestling Entertainment), Arez, Kratoz och Prometeo sålde signerade fribrottningsmasker som souvenirer eller samlarobjekt med inkomsterna donerade till Rey Destrollers vård. Ett evenemang i arenan Terraza Elma i Apodaca den 5 mars samlade in 12 600 mexikanska pesos i biljettförsäljning, och privata donationer gjordes av flera välkända fribrottare, bland annat L.A. Park, känd som La Parka från WCW i USA på 90-talet, Cinta de Oro, samt Latin Lover, en av de mest framgångsrika brottarna under sekelskiftet i Lucha Libre AAA Worldwide. Den 8 mars höll RIOT Lucha Libre sitt eget välgörenhetsevenemang i samma arena. Dödsfallet bekräftaes först av Adolfo Tapia Ibarra, mer känd som brottaren L.A. Park, som tidigare engagerat sig i situationen via plattformen X (tidigare Twitter) klockan 11:56 lokal tid.

## Reaktioner
Lucha Libre AAA Worldwide, ett av Mexikos två största fribrottningsförbund meddelade sina kondoleanser efter Destrollers död. Destrollers bror Black Spider Jr. har även brottats för Lucha Libre AAA Worldwide. Dödsfallet fick stor uppmärksamhet i både amerikansk och mexikansk sportmedia, exempelvis Milenio.